# 近江友里惠
近江友里惠（1988年7月26日—），日本NHK的女播音員。出身於高知縣，成長於東京，早稻田大學政治經濟學部畢業。2012年加入NHK，以新聞節目「早安日本」和行腳節目「閑走塔摩利」為人所知。

## 生平
出生於醫生家庭，哥哥也是醫生。自幼是個非常羞怯的女孩，不擅長在人前說話。為了克服這樣的弱點，初中時加入了廣播社，通過廣播社的活動，她體會了談話的樂趣，高中時在NHK杯廣播比賽中獲獎。從小學到高中期間，她一直擔任讀賣新聞的「少年記者」，採訪了各式話題，並撰寫了報導文章。
大學時對中華文化感興趣，因此居留北京一月餘。

## 職業
2012年4月，從早稻田大學畢業，隨即進入了NHK，經過幾個月的訓練後，被分配到NHK熊本廣播台。
2014年，轉調福岡廣播台，與井上二郎一起擔任新聞節目「六一福岡」的新聞主播。
2016年春天，又轉調東京，擔任新聞節目「早安日本」的街角情報員，並兼任塔摩利主持的「閑走塔摩利」的助理。
從2017年4月至2018年3月，她成為「早安日本」的主播。
自2018年4月起，擔任資訊節目「朝一」的主持人。